# فرنسيس وايت (سياسي أمريكي)
فرنسيس وايت (بالإنجليزية: Francis White)‏ هو محامي وسياسي أمريكي، ولد في 1761 في وينشستر في الولايات المتحدة، وتوفي في 6 أكتوبر 1826 في مقاطعة هامبشاير في الولايات المتحدة. حزبياً، نشط في الحزب الفيدرالي الأمريكي. وقد انتخب عضو مجلس نواب الولايات المتحدة عن ولاية فرجينيا وانتخب عضو مجلس ولاية فرجينيا وانتخب عضو مجلس النواب الأمريكي.